# Polubić czy poślubić
Polubić czy poślubić (ang. Fools Rush In) – amerykańska komedia romantyczna z 1997 roku w reżyserii Andy’ego Tennanta, wyprodukowana przez wytwórnię Columbia Pictures. Główne role w filmie zagrali Matthew Perry i Salma Hayek.
W Stanach Zjednoczonych premiera filmu miała miejsce 14 lutego 1997.

## Fabuła
Akcja filmu rozgrywa się w Las Vegas. Alex Whitman (Matthew Perry) spędza noc z poznaną w barze Meksykanką Isabel Fuentes (Salma Hayek). Nazajutrz kobieta znika. Zjawia się trzy miesiące później, aby oznajmić, że jest w ciąży. Isabel chce sama wychować dziecko, ale prosi, żeby kochanek spotkał się z jej rodziną.

## Główne role
- Matthew Perry jako Alex Whitman
- Salma Hayek jako Isabel Fuentes-Whitman
- Jon Tenney jako Jeff
- Carlos Gómez jako Chuy
- Tomás Milián jako Tomas Fuentes
- Siobhan Fallon jako Lainie
- John Bennett Perry jako Richard Whitman
- Stanley DeSantis jako Judd Marshall
- Suzanne Snyder jako Cathy Stewart
- Anne Betancourt jako Amalia Fuentes
- Jill Clayburgh jako Nan Whitman
- Garret Davis jako Stan

## Produkcja
Zdjęcia do filmu kręcono w Columbia River Gorge (Oregon), Parku Narodowym Wielkiego Kanionu (Arizona), Henderson, Lake Mead National Recreation Area, Las Vegas (Nevada), Santa Fe i Taos (Nowy Meksyk) w Stanach Zjednoczonych oraz w Toronto (Ontario) w Kanadzie. Okres zdjęciowy trwał od 19 kwietnia do 20 czerwca 1996 roku.

## Odbiór
Film Polubić czy poślubić spotkał się z negatywną reakcją krytyków. W serwisie Rotten Tomatoes, 33% z dwudziestu siedmiu recenzji filmu jest negatywne (średnia ocen wyniosła 4,8 na 10). Na portalu Metacritic średnia ocen z 17 recenzji wyniosła 37 punktów na 100.